# 2021年メキシコシティ地下鉄高架橋崩落事故
2021年メキシコシティ地下鉄高架橋崩落事故（2021ねんメキシコシティちかてつこうかきょうほうらくじこ、スペイン語: Accidente del Metro de la Ciudad de México de 2021）は、2021年5月3日にメキシコシティ地下鉄12号線の高架橋が崩落し、走行中の車両が落下した鉄道事故である。
5月3日午後10時半（UTC-6）ごろ、メキシコシティ地下鉄12号線のメキシコシティ・トラウアックにあるオリボス駅付近の高架橋を車両が走行していたところ、高架橋が道路上に崩落して車両が落下し、26人が死亡した。
同線は2012年開業。2014年、事故現場を含む高架区間を閉鎖し補修工事を実施。2017年のメキシコ中部地震後、ひび割れがあるとの住民からの通報で、交通当局が補修にあたった。

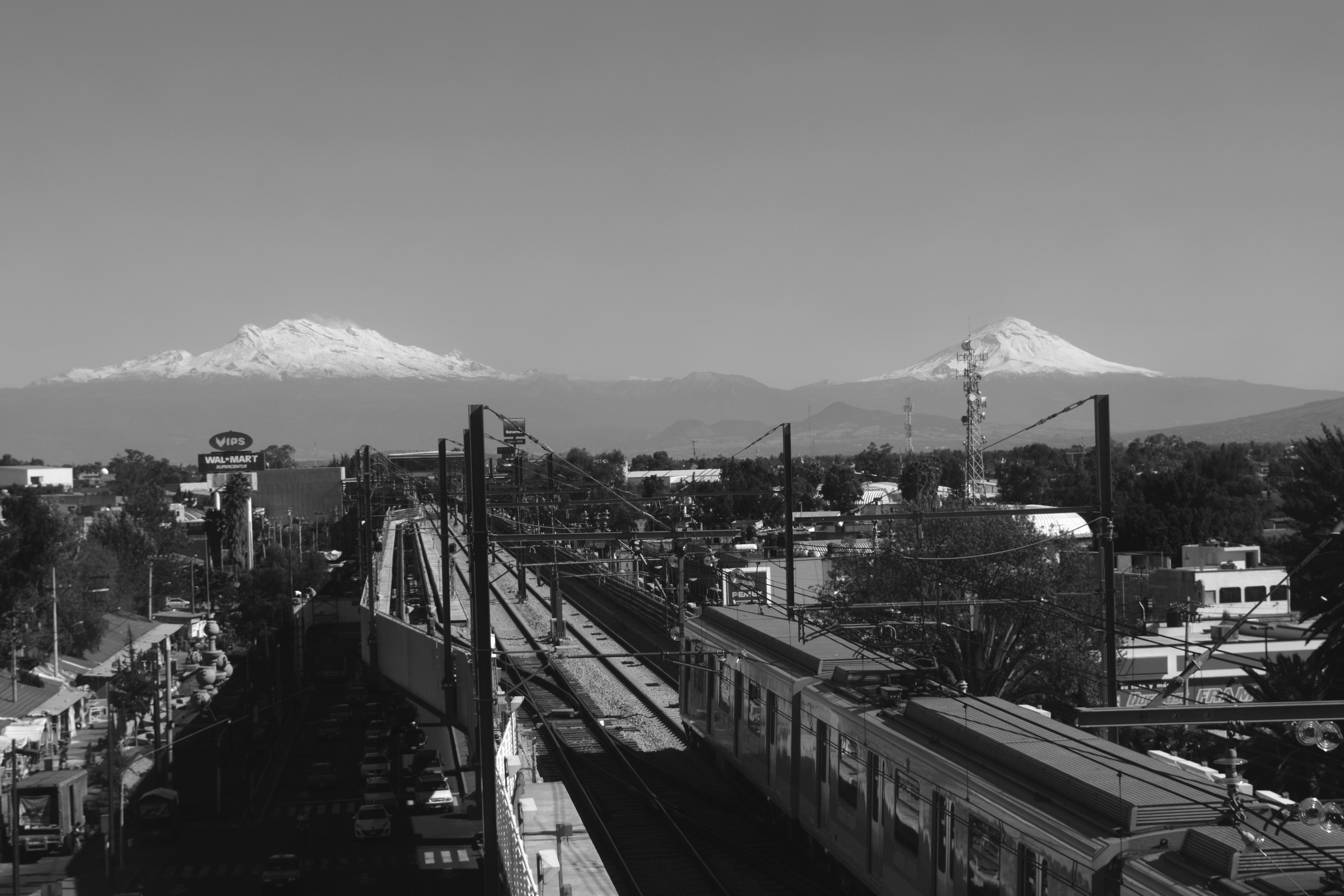
事故現場に近いテソンコ駅（スペイン語版）-オリボス駅（スペイン語版）間を走行するメキシコシティ地下鉄12号線の列車。2016年1月。
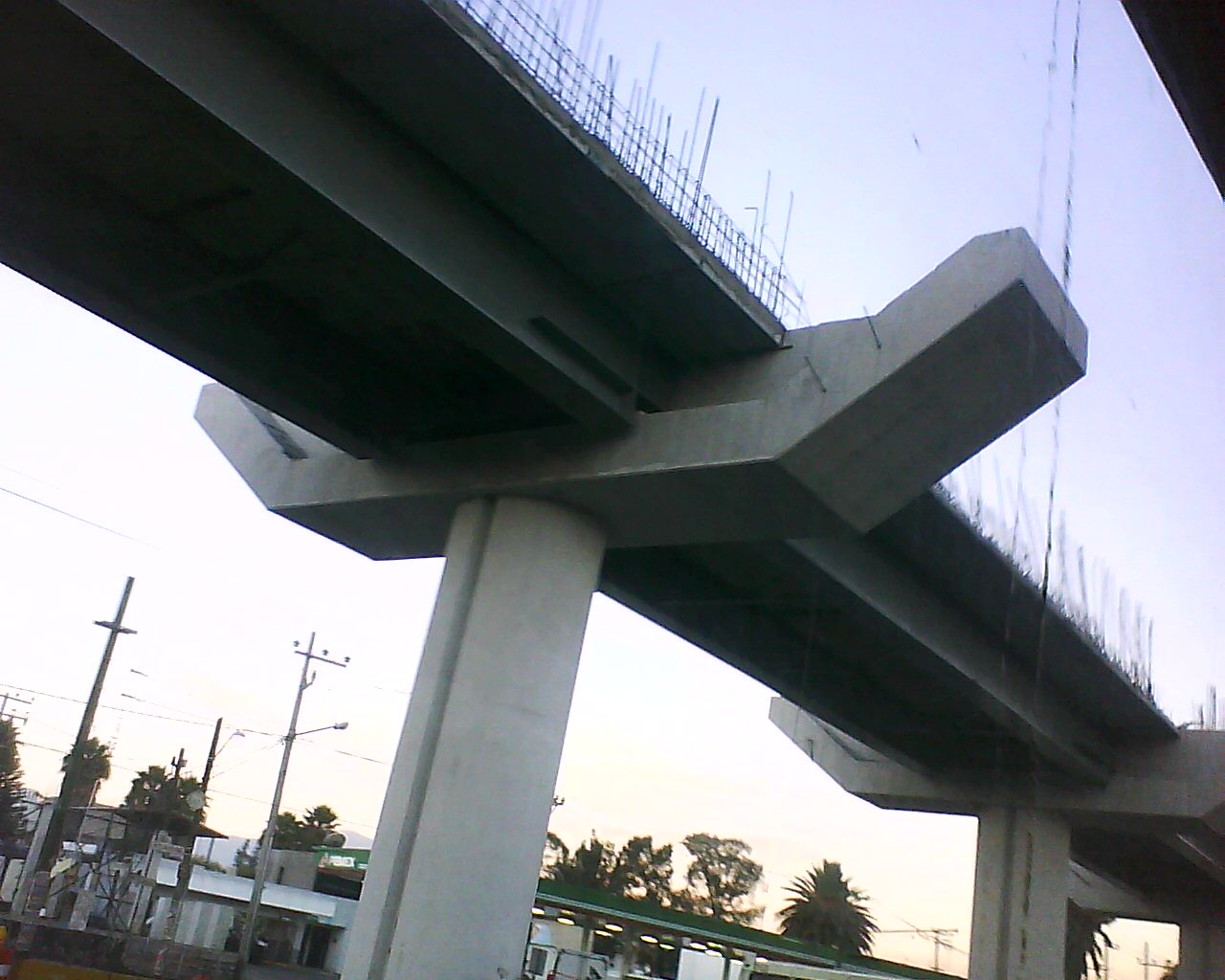
建設中のメキシコシティ地下鉄12号線高架区間。オリボス駅付近、2010年11月。